# Бисага (Муртер)
Бисага је ненасељено острвце у хрватском делу Јадранског мора.
Острвце се налази у Муртерском каналу око 1,2 км југоисточно од острвца Боровик. Површина острва износи 0,087 км². Дужина обалске линије је 1,62 км.. Највиши врх острвца је висок 22 метра.